# Alex Hepburn
Alex Hepburn (Londra, 25 dicembre 1986) è una cantante britannica.
Ha pubblicato il suo EP eponimo nel giugno del 2012, mentre l'anno seguente, nell'aprile 2013, è stato pubblicato il suo album di debutto Together Alone.

## Discografia

### Album
| Anno | Album          | Posizione raggiunta | Posizione raggiunta | Posizione raggiunta | Posizione raggiunta | Posizione raggiunta | Posizione raggiunta | Certificazione |
| Anno | Album          | AUT                 | BEL (Fl)            | BEL (Wa)            | FR                  | GER                 | SWI                 | Certificazione |
| ---- | -------------- | ------------------- | ------------------- | ------------------- | ------------------- | ------------------- | ------------------- | -------------- |
| 2013 | Together Alone | 36                  | 36                  | 15                  | 3                   | 23                  | 2                   |                |

### Singoli
| Anno | Singolo       | Posizione raggiunta | Posizione raggiunta | Posizione raggiunta | Posizione raggiunta | Posizione raggiunta | Posizione raggiunta | Posizione raggiunta | Posizione raggiunta | Certificazione | Album          |
| Anno | Singolo       | AUT                 | BEL (Fl)            | BEL (Wa)            | CZE                 | FR                  | GER                 | POL                 | SWI                 | Certificazione | Album          |
| ---- | ------------- | ------------------- | ------------------- | ------------------- | ------------------- | ------------------- | ------------------- | ------------------- | ------------------- | -------------- | -------------- |
| 2013 | "Under"       | 62                  | 10                  | 2                   | 1                   | 2                   | 34                  | 2                   | 5                   |                | Together Alone |
| 2013 | "Miss Misery" | –                   | 91*                 | 68*                 | –                   | 131                 | –                   | 14                  | 63                  |                | Together Alone |

(*Did not appear in main Ultratop charts, but in bubbling under Ultratip charts. Added 50 positions to actual Ultratip chart position)

### Altre canzoni
| Anno | Singolo         | Posizione raggiunta | Certificazione | Album          |
| Anno | Singolo         | FR                  | Certificazione | Album          |
| ---- | --------------- | ------------------- | -------------- | -------------- |
| 2013 | "Broken Record" | 90                  |                | Together Alone |
| 2013 | "Woman"         | 117                 |                | Together Alone |
| 2013 | "Pain Is"       | 132                 |                | Together Alone |